# أطفال نيليون
أطفال نيليون هو مصطلح يستعمل في مجال العصر الجديد يتضمن تفسير علمي زائف للدلالة على أطفال يعتقد أن لهم إدراك خارج الحواس وفي بعض الأحيان خارقة للطبيعة. انتشرت الفكرة على نطاق واسع بعد نشر سلسلة من الكتب حولها بنهاية تسعينات القرن العشرين وإنتاج العديد من الأفلام في العقد الأول من القرن الواحد والعشرين. تبعها العديد من المؤتمرات والكتب التي تناولت الأطفال النيليين وقدراتهم وطبيعتهم. وأختلفت التفاسير بين من يدعي أنهم الجزء التالي من مرحلة تطور البشر، بحسب قوانين النشوء لنظرية داروين، ويمتلكون قدرات خارقة للطبيعة مثل التخاطب عن بعد، وبين ما يردها إلى تطور قدرات الشعور والإبداع بالمقارنة مع أقرانهم. وهي جزء من علوم الباراسيكولوجي (ما وراء علم النفس) أو علم النفس الموازي ويتألف هذا العلم من شقين أحدهما البارا (Para) ويعني قرب أو جانب أو ما وراء، أما الشق الثاني فهو سيكولوجي (Psychology) ويعني علم النفس، وفي الوطن العربي هناك من سماه بعلم الخارقية (قدرات خارقة)، أو من سماه علم القابليات الروحية (روحانية)، وسمي كذلك علم نفس إدراك خارج الحواس، ولكنهُ ظل محتفظًا باسمهِ (الباراسيكولوجي) لعدم الاتفاق على تسمية في اللغة العربية موحدة لهُ، وعلم ما وراء النفس أو علم النفس الموازي ويسمى أيضاً الخارقية هي دراسة علمية لحدوث حالات إدراك خارج الحواس أو تأثيرات على الأجسام الفيزيائية دون تماس مباشر معها أو اتصال بدون استخدام وسيلة علمية معروفة.
بالرغم من عدم وجود دلائل علمية تدعم علم الباراسيكولوجي وهذه النظريات، إلا أنها تلاقي قبول كبير عند الأهل وبخاصة إن عندما يشخص أبنائهم بحالات صعوبة التعلم ويفضلوا، بدلا من ذلك، الاعتقاد أن لأولادهم إدراك خارج الحواس. كما يعترف منتقدوا الفكرة أنها نوع من الاعتلال النفسي بسبب ما يتعرض لهُ الأطفال في مواجهة العنف والتشخيص المتزايد لضعف التركيز.

## التسمية
مصطلح «أطفال نيليون» هو ترجمة للمصطلح الإنكليزي «إنديغو تشلدرين» (بالإنجليزية: Indigo Children، الأطفال ذو الهالة النيلية). وقد استعملته لأول مرة الخارقية نانسي أن تاب في كتابها «فهم الحياة من خلال الألوان» والتي نشرته عام 1982. وأعلنت فيه أنها بدأت تلاحظ ازدياد عدد الأطفال التي تحيط بهم هالة ضوئية نيلية اللون. وأنتشر المصطلح بشكل كبير بعد نشر كتاب بعنوان «الأطفال النيليين: وصول الأطفال الجدد». ويكون تعريب المصطلح إلى «الأطفال ذو الهالة النيلية» أو «أطفال إنديغو».

## احداث حول الموضوع
- في سبعينات القرن العشرين، تحدثت نانسي تاب حول الموضوع لأول مرة وطورت الفكرة.
- 1982، كتبت ونشرت تاب كتابها «فهم الحياة من خلال الألوان» الذي تحدثت فيه عن هالة الألوان غير الملحوظة والتي تحيط بجسم الإنسان.
- خلال الثمانينيات، فسرت تاب أن اللون النيلي هو لون الحياة وهي تستطيع رؤية الهالات لما لها من قدرات خارقة.
- 1996، ركز لي كارول، وهو وسيط أرواح، وزوجته جان توبلر على الهالة النيلية والتي -بالنسبة لهما- تدل على قدرات بشرية جديدة بدأت تظهر عند أطفال البشر. وذلك في كتابهما: «الأطفال النيليين: وصول الأطفال الجدد».
- 2002 هو عام انعقاد أول مؤتمر حول الأطفال النيليين في هاواي بحضور أكثر من 600 شخص. بعدها عقد العديد من المؤتمرات في فلوريدا وأوريغون.
- 2003، تم إنتاج فلم باسم «إنديغو».[4]
- 2009، كتبت ساره ويدوم مقالة في نشرة «نوفا ريليجيو» (الديانة الجديدة) أرجعت حالات الأطفال النيليين إلى الحالة الاجتماعية التي يعيشها أطفال أمريكا والتي تدفعهم للمزيد من العنف ولإزدياد حالات الغفلة السائدة وقصور الانتباه وفرط الحركة.[5]

## توصيف الأولاد النيليون"
من صفات الأولاد النيليين:
- لهم قدرة تشاعرية أعلى من المعتاد، وهي القدرة على الإحساس بأنفسهم لمشاعر الآخرين
- إنهم فضوليون، على درجة عالية من ضبط النفس، مستقلين، وبالعادة يعتبرهم أقرانهم أنهم غريبوا التصرف.
- يملكون درجة عالية لفهم أنفسهم وإحساس قوي لمفهوم حياتهم.
- يظهرون درجة عالية من الروحانية المتأصلة في لاوعيهم.
- يشعرون بإستحقاقية عالية وأنهم يستحقون الوجود في الحياة.
- وبالعادة يحصلون على درجة عالية في امتحانات الذكاء.
- يعاندون ويقاومون بشدة نظم التحكم والسلطوية.